# Porsche-Diesel Standard N 208
Le Porsche-Diesel Standard N 208 était un tracteur fabriqué par Porsche-Diesel Motorenbau GmbH, dont le siège social était à Friedrichshafen sur le lac de Constance. Le moteur vertical de 18 kW refroidi par air du Porsche-Diesel Standard N 208 se caractérisait par son vilebrequin à triple palier ainsi que par un système d’injection Bosch, une lubrification par air forcé et un thermomètre à distance. De plus, le tracteur Porsche, qui pesait environ 1 625 kilogrammes, était équipé d’un ventilateur de refroidissement radial et de soupapes en tête. La vitesse de la pompe à huile du Standard N 208 était de 1 250 tours par minute, tandis que le débit était de 14,2 litres par minute.
Les roues arrière sont arrêtées par un frein à tambour commandé au pied. Un frein à main indépendant et verrouillable agit sur la transmission du tracteur. L’essieu avant du Standard N 208 se caractérise par sa suspension à roue unique. De plus, le tracteur Porsche-Diesel est équipé d’un entraînement pour ensileuse alimenté par une poulie à courroie trapézoïdale. En plus d’un boîtier de direction ZF, le tracteur dispose d’un blocage de différentiel à levier et d’un essieu arrière de type portail. Un cadre de siège à ressorts en caoutchouc et un siège sur l’aile gauche sont intégrés à l’habitacle du N 208.
L’équipement spécial du tracteur comprenait un toit Fritzmeier, une jauge à carburant, un entraînement pour faucheuse et un chargeur frontal. De plus, les acheteurs du tracteur pouvaient faire installer une horloge, des jeux de roue supplémentaires et une poulie. Un compteur horaire, un thermomètre à distance et un garde-boue pour les roues avant faisaient également partie des accessoires spéciaux.